# قائمة تشريعات الاستثمار والمناطق الحرة (مصر)
قوانين وقرارات الاستثمار والمناطق الحرة في مصر
| م | التشريع المنظم                                                                                        | تشريعات التعديلات | قرارات اللائحة التنفيذية للتشريع المنظم | الحالة | ملاحظات |
| - | --- | --- | --- | ------ | --- |
|   | الاستثمار قانون رقم 72 لسنة 2017:ب4، ف2، م69                                                          | - قانون رقم 160 لسنة 2023 - قانون رقم 141 لسنة 2019 | - قرار رئيس مجلس الوزراء رقم 56 لسنة 2022 - قرار رئيس مجلس الوزراء رقم 2467 لسنة 2020 - قرار رئيس مجلس الوزراء رقم 1199 لسنة 2020 - قرار رئيس مجلس الوزراء رقم 2310 لسنة 2017                                                                       | ساري   | ألغي بموجبه: - القانون رقم 8 لسنة 1997 |
|   | ضمانات وحوافز الاستثمار قانون رقم 8 لسنة 1997                                                         | - قانون رقم 17 لسنة 2015 - قانون رقم 4 لسنة 2012 - قانون رقم 114 لسنة 2008 - قانون رقم 19 لسنة 2007 - قانون رقم 94 لسنة 2005 - قانون رقم 13 لسنة 2004 - قانون رقم 13 لسنة 2002 - قانون رقم 162 لسنة 2000 | - قرار رئيس مجلس الوزراء رقم 1820 لسنة 2015 «ألغي بموجبه قرار رئيس مجلس الوزراء رقم 1247 لسنة 2004» - قرار رئيس مجلس الوزراء رقم 1247 لسنة 2004 «ألغي بموجبه قرار رئيس مجلس الوزراء رقم 2108 لسنة 1997» - قرار رئيس مجلس الوزراء رقم 2108 لسنة 1997 | ملغي   | ألغي بموجبه: - القانون رقم 230 لسنة 1989 |
|   | الاستثمار قانون رقم 230 لسنة 1989                                                                     | - قانون رقم 9 لسنة 1995 - قانون رقم 2 لسنة 1992 | | ملغي   | ألغي بموجبه: - القانون رقم 43 لسنة 1974 |
|   | استثمار المال العربي والأجنبي قانون رقم 43 لسنة 1974                                                  | قانون رقم 32 لسنة 1977 | | ملغي   | ألغي بموجبه: - القانون رقم 65 لسنة 1971 |
|   | استثمار المال العربي والمناطق الحرة قانون رقم 65 لسنة 1971:م11                                        | | | ملغي   | أنشئت بموجبه: - الهيئة العامة لاستثمار المال العربي والمناطق الحرة ألغي بموجبه: - القانون رقم 51 لسنة 1966 - القوانين والقرارات الصادرة في شأن استثمار المال الأجنبي |
|   | المنطقة الحرة ببورسعيد قانون رقم 51 لسنة 1966                                                         | | | ملغي   | ألغي بموجبه: - قرار رئيس الجمهورية رقم 4771 لسنة 1965 |
|   | المنطقة الحرة ببورسعيد قرار رئيس الجمهورية رقم 4771 لسنة 1965                                         | | | ملغي   | |
|   | استثمار رأس المال الأجنبي قرار رئيس الجمهورية رقم 2108 لسنة 1960                                      | قرار رئيس الجمهورية رقم 437 لسنة 1961 | | ملغي   | |
|   | استثمار المال الأجنبي في مشروعات التنمية الاقتصادية قانون رقم 156 لسنة 1953                           | قانون رقم 475 لسنة 1954 | | ملغي   | أنشئت بموجبه: لجنة خاصة باستثمار المال الأجنبي تتبع وزارة التجارة والصناعة                                                                                           |
|   | نظام المناطق الحرة قانون رقم 306 لسنة 1952                                                            | | |        | |
|   | إنشاء الهيئة العامة للاستثمار والمناطق الحرة تتبع وزير الاقتصاد قرار رئيس الجمهورية رقم 284 لسنة 1997 | - قرار رئيس مجلس الوزراء رقم 310 لسنة 2014 - قرار رئيس الجمهورية رقم 316 لسنة 2004 | |        | |

## أنظر أيضاً
- قائمة تشريعات المناطق الاقتصادية (مصر)
- قائمة تشريعات التعاقدات والمناقصات والمزايدات (مصر)
- قائمة تشريعات الطاقة والثروة المعدنية (مصر)
- قائمة تشريعات السياحة (مصر)
- قائمة تشريعات الصناعة (مصر)
- قائمة تشريعات الزراعة (مصر)
- قائمة تشريعات النقل (مصر)
- قائمة تشريعات التعمير (مصر)
- قائمة تشريعات الصحة (مصر)
- قائمة تشريعات الرياضة (مصر)
- قائمة تشريعات التنمية (مصر)
- قائمة تشريعات التجارة والشركات (مصر)
- قائمة تشريعات المواصفات والقياس (مصر)
- قائمة تشريعات الاستيراد والتصدير (مصر)
- قائمة تشريعات الإتفاقيات الدولية (مصر)
- قائمة تشريعات الرقابة والحماية والتحكيم (مصر)
- قائمة تشريعات الأسواق والأدوات المالية غير المصرفية (مصر)
- قائمة تشريعات المصارف والنقد (مصر)
- قائمة تشريعات الضرائب والجمارك والرسوم (مصر)
- قائمة تشريعات العمل (مصر)